# Jorge Bran
Jorge Alberto Bran Guevara (Comayagüela; 1 de junio de 1948) es un exfutbolista hondureño que jugaba como delantero.

## Trayectoria
Su primer equipo fue el Atlético Indio en 1965 y en 1968 junto con Jorge Urquía, son fichados por el CD Olimpia a cambio de 15,000 lempiras, una cifra récord del fútbol hondureño en ese entonces. Ahí permaneció hasta 1973, ganando 4 títulos, incluidas una Liga Nacional invicta (1969) y la primera Copa de Campeones de la Concacaf del club.
Es contratado por el Real CD Mallorca de la Segunda División de España, no teniendo minutos ya que tuvo una lesión del nervio ciático y regresó a su país en 8 meses. Solo pudo anotar 3 goles con el club español.
Vuelve con Olimpia donde gana su última liga y permanece hasta 1978, ya que el club Windsor Stars de Canadá se hizo de sus servicios. Por tercera y última vez regresa con los leones del Olimpia, retirándose y logrando marcar 38 goles en sus tres etapas con el equipo albo.

## Selección nacional
Participó con la selección de Honduras en la clasificación al Mundial de México 1970, apareciendo en todos los siete partidos y siendo eliminado contra El Salvador.

### Participaciones en Campeonatos Concacaf
| Copa                                          | Sede              | Resultado     | Part. | Goles |
| --------------------------------------------- | ----------------- | ------------- | ----- | ----- |
| Campeonato de Naciones de la Concacaf de 1971 | Trinidad y Tobago | Sexto puesto  | 5     | 1     |
| Campeonato de Naciones de la Concacaf de 1973 | Haití             | Cuarto puesto | 5     | 1     |

## Clubes
| Club                   | País     | Año       |
| ---------------------- | -------- | --------- |
| Atlético Indio         | Honduras | 1965-1968 |
| Olimpia                | Honduras | 1968-1980 |
| Real Mallorca (cesión) | España   | 1973-1974 |
| Windsor Stars (cesión) | Canadá   | 1978      |

## Palmarés

### Títulos nacionales
| Título        | Equipo  | País     | Año     |
| ------------- | ------- | -------- | ------- |
| Liga Nacional | Olimpia | Honduras | 1969-70 |
| Liga Nacional | Olimpia | Honduras | 1971-72 |
| Liga Nacional | Olimpia | Honduras | 1977-78 |

### Títulos internacionales
| Título                           | Equipo  | País     | Año  |
| -------------------------------- | ------- | -------- | ---- |
| Copa de Campeones de la Concacaf | Olimpia | Honduras | 1972 |